# Liên đoàn bóng đá ASEAN
Liên đoàn bóng đá ASEAN (tiếng Anh: ASEAN Football Federation; viết tắt: AFF), còn được gọi là Liên đoàn bóng đá Đông Nam Á, là tổ chức quản lý bóng đá ở khu vực Đông Nam Á và là thành viên của Liên đoàn bóng đá châu Á (AFC).
Được thành lập năm 1984 với sáu thành viên ban đầu, AFF hiện có 12 thành viên bao gồm Brunei, Campuchia,  Đông Timor, Indonesia, Lào, Malaysia, Myanmar, Philippines, Singapore, Thái Lan, Úc và Việt Nam. Mặc dù có sử dụng danh xưng ASEAN trong tên, Liên đoàn bóng đá ASEAN không có bất kỳ mối quan hệ trực tiếp hay chính thức nào với Hiệp hội các quốc gia Đông Nam Á; hai thành viên của AFF là Đông Timor và Úc trên thực tế chưa bao giờ là thành viên của ASEAN.
Giải vô địch bóng đá ASEAN là giải đấu được tổ chức hai năm một lần dành cho các đội tuyển bóng đá quốc gia thuộc Liên đoàn bóng đá ASEAN (Úc không tham dự vì sức mạnh vượt trội), và được xem là giải đấu lớn nhất của khu vực này. Cứ mỗi hai năm, Liên đoàn bóng đá ASEAN tổ chức lễ trao giải AFF Awards để vinh danh các cá nhân, tập thể, liên đoàn xuất sắc nhất khu vực.

## Lịch sử
Liên đoàn bóng đá ASEAN được thành lập vào ngày 31 tháng 1 năm 1984 trong cuộc họp tại Jakarta của sáu thành viên sáng lập là Brunei, Indonesia, Malaysia, Singapore, Philippines và Thái Lan. Ý tưởng thành lập liên đoàn xuất phát từ cuộc họp ban đầu thành lập liên đoàn bóng đá tiểu lục địa ở Băng Cốc năm 1982 với sự tham dự của Hamzah Abu Samah, Peter Velappan, Hans Pandelaki, Fernando G. Alvarez, Pisit Ngampanich, Teo Chong Tee và Yap. Boon Chuan. Trụ sở chính của Liên đoàn bóng đá ASEAN được đặt tại Petaling Jaya, Selangor, Malaysia. 
Các quốc gia khác đã gia nhập liên đoàn kể từ đó là Campuchia, Lào, Myanmar và Việt Nam (cùng vào năm 1996), Đông Timor vào năm 2004 và Úc vào năm 2013.

## Chủ tịch
| Giai đoạn | Chủ tịch                                    |
| --------- | ------------------------------------------- |
| 1984–1994 | Haji Kardono                                |
| 1994–1996 | Vijit Ketkaew                               |
| 1996–1998 | Tengku Tan Sri Dato’ Seri Ahmad Rithauddeen |
| 2007–2019 | Sultan Haji Ahmad Shah                      |
| 2019–nay  | Khiev Sameth                                |

## Thành viên
| Liên đoàn   | Mã FIFA | Biểu tượng | Năm gia nhập | Đội tuyển quốc gia | Giải vô địch quốc gia |
| ----------- | ------- | ---------- | ------------ | ------------------ | --------------------- |
| Úc          | AUS     |            | 2013         | (Nam, Nữ)          | (Nam, Nữ)             |
| Brunei      | BRU     |            | 1984         | (Nam)              | (Nam)                 |
| Campuchia   | CAM     |            | 1996         | (Nam, Nữ)          | (Nam, Nữ)             |
| Indonesia   | IDN     |            | 1930         | (Nam, Nữ)          | (Nam, Nữ)             |
| Lào         | LAO     |            | 1996         | (Nam, Nữ)          | (Nam, Nữ)             |
| Malaysia    | MAS     |            | 1984         | (Nam, Nữ)          | (Nam, Nữ)             |
| Myanmar     | MYA     |            | 1996         | (Nam, Nữ)          | (Nam, Nữ)             |
| Philippines | PHI     |            | 1984         | (Nam, Nữ)          | (Nam, Nữ)             |
| Singapore   | SGP     |            | 1984         | (Nam, Nữ)          | (Nam, Nữ)             |
| Thái Lan    | THA     |            | 1984         | (Nam, Nữ)          | (Nam, Nữ)             |
| Đông Timor  | TLS     |            | 2004         | (Nam, Nữ)          | (Nam, Nữ)             |
| Việt Nam    | VIE     |            | 1996         | (Nam, Nữ)          | (Nam, Nữ)             |

## Các giải đấu

### Đội tuyển quốc gia

#### Nam
- Giải vô địch bóng đá ASEAN
- Giải bóng đá nam tại Đại hội Thể thao Đông Nam Á
- Giải vô địch bóng đá U-23 ASEAN
- Giải vô địch bóng đá U-19 ASEAN
- Giải vô địch bóng đá U-16 ASEAN
- Giải vô địch bóng đá trong nhà ASEAN
- Giải vô địch bóng đá bãi biển ASEAN

#### Nữ
- Giải vô địch bóng đá nữ ASEAN
- Cúp bóng đá nữ Đông Nam Á
- Giải bóng đá nữ tại Đại hội Thể thao Đông Nam Á
- Giải vô địch bóng đá U-19 nữ ASEAN
- Giải vô địch bóng đá U-16 nữ ASEAN
- Giải vô địch bóng đá trong nhà nữ ASEAN

### Câu lạc bộ
- Giải vô địch bóng đá các câu lạc bộ ASEAN
- Giải vô địch bóng đá trong nhà các câu lạc bộ Đông Nam Á
- Giải vô địch bóng đá trong nhà nữ các câu lạc bộ Đông Nam Á

### Đương kim vô địch
| Giải đấu                                                    |                 | Năm               | Nhà vô địch         | Số lần    | Vô địch nhiều nhất | Số lần |  | Giải đấu tiếp theo |
| Đội tuyển quốc gia nam                                      |                 |                   |                     |           |                    |        |  |                    |
| Giải vô địch bóng đá ASEAN                                  |                 | 2024 (C.kết)      | Việt Nam            | 3         | Thái Lan           | 7      |  | 2026               |
| Giải vô địch bóng đá U-23 ASEAN                             | 2025            | Việt Nam          | 3                   | Việt Nam  | 3                  | 2027   |  |                    |
| Giải vô địch bóng đá U-19 ASEAN                             | 2024            | Indonesia         | 2                   | Úc        | 5                  | 2026   |  |                    |
| Giải vô địch bóng đá U-19 ASEAN                             | 2024            | Indonesia         | 2                   | Thái Lan  | 5                  | 2026   |  |                    |
| Giải vô địch bóng đá U-16 ASEAN                             | 2024            | Úc                | 3                   | Thái Lan  | 3                  | 2026   |  |                    |
| Giải vô địch bóng đá U-16 ASEAN                             | 2024            | Úc                | 3                   | Úc        | 3                  | 2026   |  |                    |
| Giải vô địch bóng đá U-16 ASEAN                             | 2024            | Úc                | 3                   | Việt Nam  | 3                  | 2026   |  |                    |
| Giải bóng đá nam Đại hội Thể thao Đông Nam Á                | 2023 (C.kết)    | Indonesia         | 3                   | Thái Lan  | 15                 | 2025   |  |                    |
| Giải vô địch bóng đá trong nhà ASEAN                        | 2024            | Indonesia         | 2                   | Thái Lan  | 16                 | 2026   |  |                    |
| Giải bóng đá trong nhà Đại hội Thể thao Đông Nam Á          | 2021            | Thái Lan          | 5                   | Thái Lan  | 5                  | 2025   |  |                    |
| Giải vô địch bóng đá bãi biển ASEAN                         | 2022            | Thái Lan          | 2                   | Thái Lan  | 2                  | 2025   |  |                    |
| Đội tuyển quốc gia nữ                                       |                 |                   |                     |           |                    |        |  |                    |
| Giải vô địch bóng đá nữ ASEAN                               |                 | 2022              | Philippines         | 1         | Thái Lan           | 4      |  | 2025               |
| Cúp bóng đá nữ Đông Nam Á                                   | 2024            | Indonesia         | 1                   | Indonesia | 1                  | 2026   |  |                    |
| Giải vô địch bóng đá U-19 nữ ASEAN                          | 2023            | Thái Lan          | 2                   | Thái Lan  | 2                  | 2025   |  |                    |
| Giải vô địch bóng đá U-16 nữ ASEAN                          | 2019            | Thái Lan          | 3                   | Thái Lan  | 3                  | 2025   |  |                    |
| Giải bóng đá nữ Đại hội Thể thao Đông Nam Á                 | 2023            | Việt Nam          | 8                   | Việt Nam  | 8                  | 2025   |  |                    |
| Giải vô địch bóng đá trong nhà nữ ASEAN                     | 2024            | Việt Nam          | 1                   | Việt Nam  | 1                  | 2026   |  |                    |
| Giải bóng đá trong nhà nữ Đại hội Thể thao Đông Nam Á       | 2021            | Thái Lan          | 5                   | Thái Lan  | 5                  | 2025   |  |                    |
| Câu lạc bộ nam                                              |                 |                   |                     |           |                    |        |  |                    |
| Giải vô địch bóng đá các câu lạc bộ ASEAN                   |                 | 2005              | Tampines Rovers     | 1         | East Bengal        | 1      |  | 2024–25            |
| Giải vô địch bóng đá các câu lạc bộ ASEAN                   | Tampines Rovers | 2005              | Tampines Rovers     | 1         |                    | 1      |  | 2024–25            |
| Giải vô địch bóng đá trong nhà các câu lạc bộ Đông Nam Á    | 2023            | Black Steel Papua | 1                   | Port      | 3                  | 2025   |  |                    |
| Câu lạc bộ nữ                                               |                 |                   |                     |           |                    |        |  |                    |
| Giải vô địch bóng đá trong nhà nữ các câu lạc bộ Đông Nam Á |                 | 2016              | Jaya Kencana Angels | 1         | Thái Sơn Nam       | 2      |  | CTB                |

## AFF Awards

### Giải thưởng thiện chí ASEAN
| Năm  | Người nhận             |
| ---- | ---------------------- |
| 2013 | Sultan Haji Ahmad Shah |
| 2015 | Sultan Haji Ahmad Shah |
| 2017 | Zaw Zaw                |

### AFF Life Service Award
| Năm  | Người nhận                                  |
| ---- | ------------------------------------------- |
| 2013 | Tengku Tan Sri Dato’ Seri Ahmad Rithauddeen |
| 2015 | Dato' Sri Paul Mony Samuel                  |
| 2017 | Haji Kardono                                |

### Liên đoàn của năm
| Nam  | Liên đoàn |
| ---- | --------- |
| 2013 | Myanmar   |
| 2015 | Myanmar   |
| 2017 | Việt Nam  |
| 2019 | Indonesia |

### Đội tuyển quốc gia xuất sắc nhất
| Năm  | Đội tuyển nam | Đội tuyển nữ |
| ---- | ------------- | ------------ |
| 2013 | Singapore     | Việt Nam     |
| 2015 | Thái Lan      | Thái Lan     |
| 2017 | Thái Lan      | Thái Lan     |
| 2019 | Việt Nam      | Thái Lan     |

### Cầu thủ nam xuất sắc nhất
| Năm  | Cầu thủ              | Câu lạc bộ        |
| ---- | -------------------- | ----------------- |
| 2013 | Shahril Ishak        | LionsXII          |
| 2015 | Chanathip Songkrasin | BEC Tero Sasana   |
| 2017 | Chanathip Songkrasin | Muangthong United |
| 2019 | Nguyễn Quang Hải     | Hà Nội            |

### Cầu thủ nữ xuất sắc nhất
| Năm  | Cầu thủ             | Câu lạc bộ               |
| ---- | ------------------- | ------------------------ |
| 2013 | Đặng Thị Kiều Trinh | Thành phố Hồ Chí Minh I  |
| 2015 | Nisa Romyen         | North Bangkok University |
| 2017 | Waraporn Boonsing   | BG-Bandit Asia           |
| 2019 | Pitsamai Sornsai    | Chonburi Sports School   |

### Cầu thủ trẻ xuất sắc nhất
| Năm  | Cầu thủ                  | Câu lạc bộ     |
| ---- | ------------------------ | -------------- |
| 2013 | Keoviengphet Liththideth | Ezra           |
| 2015 | Aung Thu                 | Yadanarbon     |
| 2017 | Đoàn Văn Hậu             | Hà Nội         |
| 2019 | Suphanat Mueanta         | Buriram United |

### Đội tuyển futsal xuất sắc nhất
| Năm  | Đội tuyển |
| ---- | --------- |
| 2013 | Thái Lan  |
| 2015 | Thái Lan  |
| 2017 | Thái Lan  |
| 2019 | Thái Lan  |

### Cầu thủ futsal nam xuất sắc nhất
| Năm  | Cầu thủ              | Câu lạc bộ        |
| ---- | -------------------- | ----------------- |
| 2013 | Suphawut Thueanklang | Chonburi Bluewave |
| 2015 | Jetsada Chudech      | Rajnavy           |
| 2017 | Jirawat Sornwichian  | Chonburi Bluewave |
| 2019 | Trần Văn Vũ          | Thái Sơn Nam      |

### Huấn luyện viên xuất sắc nhất
| Năm  |           | Đội tuyển nam      | Huấn luyện viên |                         | Đội tuyển nữ | Huấn luyện viên |
| 2013 | Singapore | Radojko Avramović  | Myanmar         | Kumada Yoshinori        |              |                 |
| 2015 | Thái Lan  | Kiatisuk Senamuang | Thái Lan        | Nuengrutai Srathongvian |              |                 |
| 2017 | Thái Lan  | Kiatisuk Senamuang | Việt Nam        | Mai Đức Chung           |              |                 |
| 2019 | Việt Nam  | Park Hang-seo      | Thái Lan        | Nuengrutai Srathongvian |              |                 |

### Trọng tài xuất sắc nhất
| Năm  | Trọng tài nam                      | Trọng tài nữ                |
| ---- | ---------------------------------- | --------------------------- |
| 2013 | Abdul Malik Abdul Bashir           | Abirami Apbai Naidu         |
| 2015 | Mohd Amirul Izwan Yaacob           | Rita Ghani                  |
| 2017 | Muhammad Taqi Aljaafari Bin Jahari | Thein Thein Aye             |
| 2019 | Sivakorn Pu-Udom                   | Jacewicz Katherine Margaret |

### Trợ lý trọng tài xuất sắc nhất
| Năm  | Trợ lý trọng tài nam | Trợ lý trọng tài nữ           |
| ---- | -------------------- | ----------------------------- |
| 2013 | Tang Yew Mun         | Widiya Habibah binti Shamsuri |
| 2015 | Azman Ismail         | Rohaidah binti Mohd Nasir     |
| 2017 | Mohd Yusri Muhamad   | Trương Thị Lệ Trinh           |
| 2019 | Ronnie Koh Min Kiat  | Hinthong Supawan              |